# Феномен 21. децембра 2012.
Феномен 21. децембра 2012. обухвата низ есхатолошких веровања према којима би се катаклизмички или трансформативни догађаји догодили 21. децембра 2012. године. Овај датум се сматра као крајњи датумом 5.125 година дугог циклуса у мезоамеричком календару дугог бројања. Представљени су различити распореди астрономских тела и нумеролошке формуле које се односе на овај датум, али ниједно објашњење није прихватила званична наука.
Тумачења покрета Ново доба у вези овог датума је да он обележава почетак доба у коме Земља и њени становници могу да прођу кроз позитиван физички или духовни преображај и да 2012. година може означавати почетак нове ере. Други су сугерисали да овај датум представља судњи дан или сличну катастрофу. Сценарији предложени за крај света укључивали су долазак следећег соларног максимума, интеракцију између Земље и црне рупе у центру галаксије, или судар Земље са хипотетичком планетом по имену Нибиру.
Научници из разних дисциплина су одбацили идеје о таквим катаклизмичним догађајима у 2012. као псеудонауку. Научници који истражују културу Маја тврде да предвиђања о надолазећем смаку света не постоје ни у једном од мајанских текстова и да идеја да се календар дугог бројања завршава 2012. представља погрешно тумачење културе и историје Маја. Астрономи и други научници су одбацили све предлоге као псеудонауку, пошто се они не слажу са простим астрономским осматрањима.

## Мезоамерички календар дугог бројања
Децембар 2012. представља крај једног б'ак'туна, временског периода у мезоамеричком календару дугог бројања који је коришћен у Средњој Америци пре доласка Европљана. Иако су овај календар вероватно измислили Олмеци, он је постао тесно повезан са цивилизацијом Маја, чији класични период је трајао од 250. до 900. Систем писања Маја из ремена пре европског освајања је дешифрован у значајној мери.
За разлику од 260-дневног цолк'ина који се и данас користи међу Мајама, календар дугог бројања је линеаран, а не цикличан и бележио је дане отприлике у јединицама од по 20; 20 дана је чинило један уинал, 18 уинала (360 дана) је чинило један тун, 20 туна је чинило један к'атун и 20 к'атуна (144.000 дана или око 394 година) је чинило један б'ак'тун. Тако, мајански датум 8.3.2.10.15 представља 8 б'ак'туна, 3 к'атуна, 2 туна, 10 уинала и 15 дана.

### Апокалипса
У мајанским списима постоји јака традиција „светских доба“, али ови записи су изобличени, што оставља неколико могућности отвореним за интерпретације. Према Попол Вуху, компилација записа о стварању света Киче Маја, свет се тренутно налази у четвртом добу. Попол Вух описује како су богови прво створили три неуспела света, након чега је успешно створен четврти света у коме је смештено човечанство. По календару дугог бројања, претходни свет се окончао после 13 б'ак'туна, или око 5.125 година. Нулти датум календара дугог бројања је постављен у прошлост и означава крај трећег света и почетак текућег, а тај датум одговара 11. августу 3114. п. н. е. у пролептичком грегоријанском календару. Ово значи да је четврти свет такође стигао до краја свог 13. б'ак'туна, или по мајанском датуму 13.0.0.0.0, што одговара 21. децембру 2012. Године 1957, мајаниста и астроном Мод Вустер Мекемсон је написао да би „завршетак великог периода од 13 б'ак'туна био од највеће важности за Маја“. Мајкл Д. Ко је 1966. написао да „постоји сугестија ... да ће армагедон стићи дегенерисане народе света и све створено последњег дана 13. [б'ак'туна] Тако... наш садашњи универзум [би] био уништен [децембра 2012] када велики циклус [календара] дугог бројања стигне до краја“.

## Идеје о смаку света
Далеко апокалиптичнији поглед на 2012. годину која се проширио у различитим медијима описује крај света или људске цивилизације на тај дан. Овај идеју су раширили многи преварантске странице на Интернету, посебно на Јутубу, као и на неколико канала кабловске телевизије.

### Поравнања небеских објеката
Неки људи су апокалиптично тумачили галактичка поравнања, тврдећи да када се деси, некако ће створити комбиновани гравитациони ефекат између Сунца и супермасивне црне рупе у центру наше галаксије (познате под именом Стрелац А*), чиме би се створио хаос на Земљи. Осим чињенице да се галактичко поравнање већ десило 1998. године, сунчева привидна путања кроз зодијак гледано са Земље не пролази ни близу правог галактичког центра, већ неколико степени изнад њега. Чак и да ово није тачно, Стрелац А* је 30.000 удаљен светлосних година и морао би бити ближи 6 милиона пута да би могао да изазове било какав гравитациони утицај на Сунчев систем.
Неки верници у смак света 2012. су користили термин „галактичко поравнавање“ да опишу веома различите феномене који су предложили неки научници да објасне образац масовних изумирања наводно примећен у фосилним записима. Према овој хипотези, масовна изумирања нису случајна, већ се понављају сваких 26 милиона година. На конто тога, ова хипотеза сугерише да вертикалне осцилације Сунца током његове 250 милиона година дуге орбите око галактичког центра изазивају да Сунце пролази кроз галактичку раван. Када орбита изведе Сунце ван галактичке равни која полови галактички диск, утицај галактичке плиме слаби. Међутим, када поново уђе у раван галактичког диска као што то чини сваких 20-25 милиона година, Сунце долази под утицај далеко јачих „плима“, које је, према математичким моделима, које четири пута повећавају број пролазака комета из Ортовог облака у унутрашњост Сунчевог система, што би доводило до огромног повећања вероватноће разорног удара комете. Међутим, ово „поравнања“ трају десетинама милиона година, и никада не могу да се догоде на тачан датум. Докази показују да је Сунце прошло кроз галактичку раван пре само три милиона година, и сада се удаљава изнад њега.
Трећи предлог је да ће догодити конјункција планета 21. децембра 2012. Међутим, тог дана неће бити никаквих конјункција. Конјункција више планета су се догодила 2000. и 2010. без икаквих негативних последица по Земљу. Јупитер је највећа планета у Сунчевом систему, већа од свих осталих планета заједно. Када је Јупитер близу опозиције, разлика у гравитационој сили коју Земља трпи је мања од 1% силе која Земља трпи свакодневно од Месеца.

### Геомагнетски преокрет
Друга идеја везана за 2012. укључује геомагнетски преокрет (често се међу предлагачима погрешно назива помаком полова), који би наводно изазвала велика сунчева бакља, и који би ослободио енергију једнаку 100 милијарди атомских бомби. Ово уверење наводно подржава чињеница да Земљино магнетско поље слаби, што би могло претходити замени северног и јужног магнетског поља, и доласку следећег сунчевог максимума, који се очекује негде око 2012.
Међутим, већина научних процена, кажу да је геомагнетским преокретима потребно између 1.000 и 10.000 година да се заврше, и да не почињу неког одређеног дана. Даље, америчка Национална управа за океане и атмосферу предвиђа да ће врхунац сунчевог максимума бити у мају 2013. а не 2012. и да ће бити прилично слаб, са испод просечним бројем сунчевих пега. У сваком случају,. не постоји научни доказ који повезује сунчев максимум и геомагнетски преокрет, који се дешава искључиво под утицајем сила унутар Земље. Уместо тога, сунчев максимум ће се осетити по својим ефектима на сателитску и мобилну комуникацију.

### Планета X/Нибиру
Неки верници у судњи дан 2012. године тврде да ће планета названа Планета X или Нибиру, сударити са Земљом или проћи поред Земље те године. Ова идеја, која се појављивала у различитим облицима од 1995, првобитно је предвиђала судњи дан за децембар 2003, али су је њени заступници напустили, након што је цела година прошла без икаквих инцидената. Сама идеја о планети Нибиру потиче од Ненси Лидер, оснивача интернет странице ZetaTalk, која је тврдила да може да комуницира са ванземаљцима из система звезде Зета Ретикули преко импланта у свом мозгу и од самог старта идеја је примљена са подсмесима. Астрономи су израчунали да би такав објекат тако близу Земље био видљив свима који гледају на ноћно небо.

## Реакције јавности
Приче о овом феномену у јавности изразито биле су учестале, посебно на интернету. Многи портали објављивали су вести о овоме, а и на интернет форумима изразито су биле посећене биле теме које су се тицале овог феномена. НАСА-ина интернет страница за питања јавности Ask an Astrobiologist, је примила више од 5.000 упита на ову тему од 2007. Нека су питања гласила да ли би људи требало да се убију сами, да ли би требало убити своју децу или кућне љубимце како не би гледали крај света.
У анкети Ипсоса из маја 2012. у којој је учествовало више од 16.000 одраслих из 21 државе света, 8% је изразило како осећа велики страх и(ли) анксиозност због могућег надолазећег краја света. У просеку се 10% сложило са тврдњом како завршетак мајанског календара означава крај света. Сложило се 20% испитаника у Кини, 13% у Русији, Турској, Јапану и Јужној Кореји и 12% у САД где се од 2009. знатно повећала продаја подземних склоништа. Упркос овим случајевима, већина људи у свету није се замарала сувише овим предвиђањима, сматрајући како су то псеудонаучне глупости и како је крај света погрешно предвиђен већ гомилу пута.
У Бразилу је градоначелник града Сао Франсиско де Паула мобилизовао становништво и осигурао храну и друге потрепштине припремајући се за крај света. У граду Коргињо у држави Мато Гросо до Сул, градила се колонија за оне који би преживели трагедију. У Алто Параисо де Гојасу хотели су примили посебне резервација везане уз крај света. У бразилском граду Терезини 11. октобра 2012. полиција је спречила могуће масовно самоубиство следбеника једног малог култа чији су чланови веровали у надолазећи крај света. Вођа култа је ухапшен.